# Lenga
Lenga (Nothofagus pumilio) er et løvfældende træ med en slank og ægformet krone. Løvet farves kraftigt rødt om efteråret. Frø fra de sydligste frøkilder på Ildlandet blev hjembragt i 1974-75, og træer af disse vokser godt i Danmark.

## Kendetegn
Lenga er et løvfældende træ med en opret, slank og ægformet krone. Barken er først lysegrøn og tæt håret. Senere bliver den gråbrun med lyse barkporer. Gamle grene og stammer får efterhånden en grå og furet bark. Knopperne sidder spredt, og de er blanke, brune og ægformede. Bladene er ægformede med forsænkede bladribber og to afrundede tænder yderst mellem to bladribber. Oversiden er blank og mørkegrøn , mens undersiden er lidt lysere med tæt hår beklædning. Høstfarven er intenst rød. Blomstringen foregår i november-december (på den Sydlige halvkugle!), hvor man finder dels hanlige blomster enkeltvis eller få sammen og dels de hunlige blomster tre og tre sammen. Frugten er en skålfrugt med to små nødder i hver.
Rodsystemet er kraftigt med flere vandrette lag af finrødder. Veddet er let at berabejde og bruges til tagdækning, gulve og møbler. Træet kommer sig hurtigt efter skovbrand, og det tåler temperaturer ned til -20°. Desuden tåler det frostgrader på alle tider af året uden at lide skade..
Lenga når en højde på 30 m og en bredde (pr. hovedgren) på ca. 10 m. Disse mål gælder nær artens sydligste forekomst. Længere mod nord bliver træerne lavere og efterhånden buskagtige.

## Hjemsted
Lenga hører hjemme i skove i Chile og det vestlige Argentina mellem 35° og 56° sydlig bredde. Træet er dominerende mod syd, men længere mod nord indgår det i blandede skove. I de argentinske departementer Futaleufú og Languiñeo, som ligger i den nordvestlige del af provinsen Chubut findes subantarktiske, løvfældende skove. Her er arten dominerende sammen med en anden sydbøgeart, antarktisk sydbøg (Nothofagus antarctica), og her findes den sammen med bl.a. Acaena argentea og Acaena ovalifolia (begge er arter af slægten tornnød), andesceder, Berberis microphylla (en art af berberis), chilejordbær, Chiliotrichum diffusum, Chusquea culeou, darwinberberis, Elymus andinus (en art af kvik), fru heibergs hår, Galium hypocarpium og Galium richardianum (begge er arter af slægten snerre), glat ærenpris, gul inkalilje, Hierochloe redolens (en art af festgræs), hvid eskallonia, Hydrocotyle chamaemorus (en art af frøbid), krybende kambregne, Lathyrus magellanicus (en art af fladbælg), Luzula chilensis (en art af frytle), magellankorsrod, magellannellikerod, Maytenus boaria og Maytenus chubutensis (begge er arter af en slægt i Ananas-familien), Ribes cucullatum og Ribes magellanicum (begge er arter af Ribs-slægten), Schinus patagonicus (en art af pebertræ), Senecio filaginoides og Senecio neaei (begge er arter af slægten brandbæger), Sisyrinchium patagonicum (en art af slægten blåøje), Solidago chilensis (en art af slægten gyldenris), trefliget gummipude, Vicia magellanica (en art af slægten vikke) og Viola maculata (en art af slægten viol).

## Galleri
|  |  |  |
|  |  |  |

## Note
1. 1 2  Claudio Donoso Zegers: Arboles nativos de Chile, 8. udg., 1997, ISBN 956-7173-18-4 side 84-85 (spansk)
2. ↑  Jost Fitschen: Gehölzflora, 1987, ISBN 3-494-01151-6 side 30-4(tysk)
3. ↑  Claudia Pamela Quinteros, Nidia Hansen og Adriana Kutschker: Composición y diversidad del sotobosque de ñire (Nothofagus antarctica) en función de la estructura del bosque side 235 ff – en meget grundig undersøgelse af Nothofagus-skovene i det sydlige Chile (engelsk)